# 五脉槲寄生
五脉槲寄生（学名：Viscum monoicum）是桑寄生科槲寄生属的植物。分布于缅甸、孟加拉、泰国、斯里兰卡、印度、越南以及中国大陆的云南、广西等地，生长于海拔700米至1,360米的地区，多生于山地疏林、桂花、石榴、常绿阔叶林中、垂叶榕以及吴茱萸属植物上，目前尚未由人工引种栽培。